# Lieux et monuments de Béthune à l'inventaire général du patrimoine culturel
Cet article présente la liste des 24 lieux et monuments référencés à l'inventaire général du patrimoine culturel, dont quinze monuments historiques classés ou inscrits, de la commune de Béthune dans le département du Pas-de-Calais, en France.

## Liste des monuments historiques
| Monument                      | Adresse                    | Coordonnées                      | Notice         | Protection            | Date      | Illustration                  |
| ----------------------------- | -------------------------- | -------------------------------- | -------------- | --------------------- | --------- | ----------------------------- |
| Ancienne caserne Chambors     | rue Fernand-Bar            | 50° 31′ 59″ nord, 2° 38′ 10″ est | « PA00108201 » | Inscrit partiellement | 1984      | Image manquante Téléverser    |
| Ancienne église des Récollets | 7 rue Delisse-Engrand      | 50° 31′ 44″ nord, 2° 38′ 17″ est | « PA00108202 » | Inscrit               | 1973      | Ancienne église des Récollets |
| Ancien hôtel de Beaulaincourt | 6 rue du Tribunal          | 50° 31′ 58″ nord, 2° 38′ 20″ est | « PA00108203 » | Inscrit classé        | 1947 1974 | Ancien hôtel de Beaulaincourt |
| Ancienne librairie Fournier   | 34 rue Grosse-Tête         | 50° 31′ 50″ nord, 2° 38′ 17″ est | « PA62000041 » | Inscrit               | 2001      | Ancienne librairie Fournier   |
| Ancienne tour Saint-Ignace    | 2 rue du Président-Herriot | 50° 31′ 10″ nord, 2° 37′ 56″ est | « PA00108206 » | Inscrit               | 1969      | Ancienne tour Saint-Ignace    |
| Bastion Saint-Pry             |                            | 50° 31′ 08″ nord, 2° 38′ 44″ est | « PA00125636 » | Inscrit               | 1993      | Image manquante Téléverser    |
| Beffroi                       | Place du Beffroi           | 50° 31′ 08″ nord, 2° 38′ 44″ est | « PA00108200 » | Classé                | 1862      | Beffroi                       |
| Église Saint-Vaast            | place Saint-Vaast          | 50° 31′ 08″ nord, 2° 38′ 44″ est | « PA62000157 » | Inscrit               | 2018      | Église Saint-Vaast            |
| Hôtel de ville                | Place du Beffroi           | 50° 31′ 50″ nord, 2° 38′ 18″ est | « PA62000040 » | Classé                | 2001      | Hôtel de ville                |
| Immeuble                      | 24 place du Beffroi        | 50° 31′ 49″ nord, 2° 38′ 21″ est | « PA62000047 » | Inscrit               | 2001      | Image manquante Téléverser    |
| Immeubles                     | 8-10 place du Beffroi      | 50° 31′ 50″ nord, 2° 38′ 20″ est | « PA62000043 » | Inscrit               | 2001      | Immeubles                     |
| Jardin public de Béthune      |                            | 50° 31′ 08″ nord, 2° 38′ 44″ est | « PA00108204 » | Inscrit               | 1975      | Jardin public de Béthune      |
| Maison                        | 21 rue de la Délivrance    | 50° 31′ 55″ nord, 2° 38′ 09″ est | « PA00108205 » | Inscrit               | 1986      | Image manquante Téléverser    |
| Monument aux morts            | Place du 73e               | 50° 31′ 08″ nord, 2° 38′ 44″ est | « PA62000158 » | Inscrit               | 2018      | Monument aux morts            |
| Palais de justice             | 161 place Lamartine        | 50° 31′ 08″ nord, 2° 38′ 44″ est | « PA62000159 » | Inscrit               | 2018      | Palais de justice             |

## Autres lieux et monuments
- Le centre aquatique[2].
- L'ancienne école de natation de Béthune (détruite)[3].
- La clôture de jardin, la grotte artificielle, le pont de jardin, le kiosque, l'étang, le jeu d'eau, l'allée du jardin public, inscrits le 29 octobre 1975[4].
- La grille d'honneur et le kiosque à musique du jardin public, inscrits le 29 octobre 1975[5].
- La minoterie du Quai[6].
- Brasserie-malterie Flament, puis Boulinguez Fouant[7].
- Le parc de l'ancien couvent, actuellement mairie[8].
- Le square de l'Union Gauthier-Germon appelé aussi square Quinty, route de Lille[9].
- L'église paroissiale du Sacré-Cœur[10].